# Khanith
Khanith (pisane również Khaneeth lub Xanith; arabski خنيث; khanīth) to miejscowy arabski termin używany w Omanie i części Półwyspu Arabskiego w celu opisania roli płciowej przypisywanej mężczyznom, którzy funkcjonują seksualnie, a pod pewnymi względami społecznie, jako kobiety. Słowo jest blisko spokrewniony z arabskim مخنث (mukhannath, „zniewieściały”).
Mukhannath jest stroną pasywną związku dwóch mężczyzn. Z tego powodu khanith są uważani za mężczyzn według standardów omańskich i często są uważani za „alternatywną rolę płciową”. Czasami są uważani za transpłciowych lub transwestytów, nawet jeśli khanith nadal noszą męskie imiona i zgodnie z prawem są traktowani jako mężczyźni. Z powodu tego zamieszania w terminologii wielu ludzi używa tylko określenia khanith.
Khanith są uważani za szczególną trzecią płeć na Półwyspie Arabskim. Chociaż zachowują się jak kobiety i mają związki z mężczyznami, na pewnym etapie mogą pewnego dnia „stać się mężczyznami” i porzucić ten styl życia dla małżeństwa i dzieci.